# Вікторія Саксен-Кобург-Готська (1822—1857)
Вікторія Саксен-Кобург-Готська (нім. Viktoria von Sachsen-Coburg und Gotha), повне ім'я Вікторія Франциска Антонія Юліана Луїза Саксен-Кобург-Готська (нім. Viktoria Franziska Antonia Juliane Luise von Sachsen-Coburg und Gotha, 14 лютого 1822 — 10 листопада 1857) — саксен-кобург-готська принцеса з дому Саксен-Кобург-Гота-Кохарі, католицької гілки Саксен-Кобург-Готської династії, донька принца Фердинанда Саксен-Кобург-Готського та угорської княжни Марії Антонії Кохарі, дружина принца Луї Орлеанського, що носив титул герцога Немурського, сестра короля Португалії Фернанду II. Після Французької революції 1848 року емігрувала з родиною до Великої Британії. Решту життя провела у Лондоні.

## Біографія
Вікторія народилась 14 лютого 1822 року у Відні. Вона була третьою дитиною та єдиною донькою в родині принца Фердинанда Саксен-Кобурґ-Заальфельдського та його дружини Марії Антонії Кохарі. Мала старших братів Фердинанда та Августа. За два роки після її народження сім'я поповнилася молодшим сином Леопольдом.
Мешкало сімейство у Відні у палаці на Фаворітенштрассе. У червні 1826 року помер Ференц Йозеф Кохарі, дід Вікторії. Оскільки він не мав нащадків чоловічої статі, Марія Антонія успадкувала все майно та багато нерухомості, а Фердинанд додав до свого титулу приставку Кохарі. У листопаді того ж року старший брат батька створив нове герцогство Саксен-Кобург-Гота, і Фердинанд узяв собі титул принца Саксен-Кобург-Готського. Також він перебував на австрійській військовій службі й у 1832 році отримав чин генерала від кавалерії. Матір присвячувала себе родині і була відома своєю доброчесністю та виключною любов'ю до сім'ї.
У 18-річному віці Вікторія взяла шлюб із 25-річним принцом Луї Орлеанським, який мав титул герцога Немурського. Наречений був другим сином правлячого короля Франції Луї-Філіппа I і у 1830-ті роки брав участь у французькому завоюванні Алжира. Молоді люди познайомилися при бельгійському дворі. Союз не був династично спланованим, матір Луї, яка перебувала в Брюсселі під час проведення шлюбних переговорів, рекомендувала його з винятково емоційних причин.
Весілля пройшло 26 квітня 1840 року у палаці Сен-Клу біля Парижа. Шлюб був практично не помічений публікою. Король сподівався подарувати невістці як посаг домен Рамбує та 1 мільйон франків, однак палата депутатів на чолі з Адольфом Тьєром відмовила йому.
Чоловік Вікторії наступної весни знову відбув до Алжира, де брав участь у походах генерал-губернатора Бюжо, але за кілька місяців повернувся. Герцогиня після цього завагітніла і у квітні 1842 року народила первістка. Всього у подружжя було четверо дітей. У липні 1842 року загинув старший брат Луї, залишивши двох малолітніх дітей. Існував шанс, що герцог Немурський може стати при них регентом. Однак, у 1848 році у Франції відбулася революція, яка закінчилася поваленням монархії. Представники Орлеанського дому виїхали до Великої Британії.
Від 1848 року сімейство герцога Немурського мешкало у Шин-хаус на Шин-лейн поблизу Лондона. Герцогиня близько товаришувала з королевою Вікторією, яка була її кузиною, та часто навідувала її в Осборн-хаусі на острові Вайт.
Вікторія померла за два тижні після народження молодшої доньки, 10 листопада 1857 року. Її поховали в каплиці Святого Карла Борромео у Вейбриджі. У 1979 році її тіло було перепоховане у королівській усипальні в Дре. Луї Немурський більше не одружувався.

## Родина
Чоловік — Луї Орлеанський
Діти:

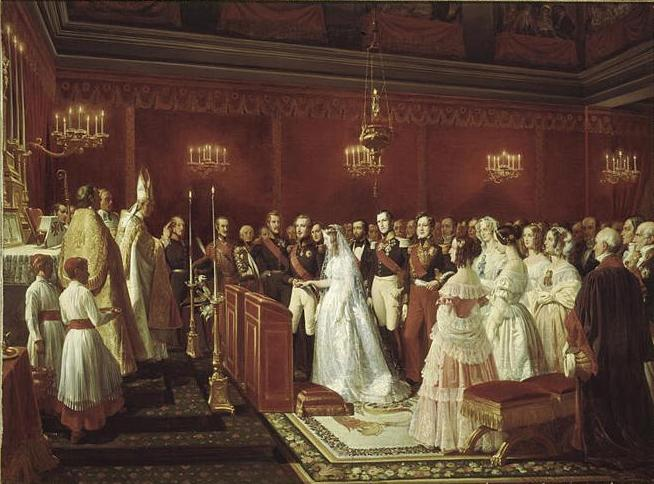
Весілля Вікторії та Луї на картині А. Ф. Е. Філіппото, 1840

- Гастон (1842—1922) — граф д'Е, був одружений з імператорською принцесою Бразилії Ізабеллою, мав трьох синів;
- Фердинанд (1844—1910) — герцог Алансонський, був одруженим з баварською принцесою Софією Шарлоттою, мав двох дітей;
- Маргарита (1846—1893) — дружина польського княжича Владислава Чарторийського, мала двох синів;
- Бланка (1857—1932) — одружена не була, дітей не мала.

## Нагороди
- Орден королеви Марії Луїзи № 374 (Іспанія)[8]

## Титули
- 14 лютого 1822 — 27 червня 1826 — Її Світлість Принцеса Вікторія Саксен-Кобург-Заальфельдська, Герцогиня Саксонська;
- 27 червня 1826 — 27 квітня 1840 — Її Світлість Принцеса Вікторія Саксен-Кобург-Готська, Герцогиня Саксонська;
- 27 квітня 1840 — 10 грудня 1857 — Її Королівська Високість Герцогиня Немурська.